# Tommaso Costa
Tommaso Costa (Sassuolo, 1634 - Reggio Emilia, 1690), foi um pintor italiano do período Barroco. Ele nasceu em Sassuolo, e morreu em Reggio Emilia. Ele foi aluno do pintor Jean Boulanger, em Módena. Pintou perspectivas de arquitetura, paisagens e figuras. Trabalhou principalmente entre Reggio e Módena. Ele pintou a cúpula da igreja de San Vicenzo, em Módena, esta pode ser sua maior obra. Pintou também os afrescos da igreja de peregrinação de Fiorano Modenese, ao sul de Módena.      